# Pelham (village, New York)
Pour les articles homonymes, voir Pelham.
Ne doit pas être confondu avec Pelham (New York).
Pelham est un village du comté de Westchester, dans l'État de New York, aux États-Unis,. En 2010, il compte une population de 6 910 habitants.

## Démographie
Lors du recensement de 2010, le village comptait une population de 6 910 habitants, tandis qu'en 2019, elle est estimée à 6 947 habitants.